# Jaime Bonilla Valdez
Jaime Bonilla Valdez (Tijuana, 9 giugno 1950) è un politico e imprenditore messicano, governatore della Bassa California dal 2019 al 2021.

## Biografia
Nato a Tijuana il 9 giugno 1950, figlio di un militare e di una casalinga, si laurea nel 1983 in economia aziendale presso l'Università nazionale autonoma del Messico. Successivamente consegue un master in pubblica amministrazione alla National University di San Diego. Dopo aver lavorato in diverse aziende, tra le quali Electrol de México, CONESA e COVIMEX de México, diviene presidente della squadra di baseball di Tijuana, la Potros de Tijuana.

### Carriera politica
Nel 2000 acquisisce la cittadinanza statunitense. Entra in politica nello stesso anno all'interno del partito repubblicano degli Stati Uniti, divenendo candidato per la direzione del distretto di Otay Water a Chula Vista, California. Vince questa candidatura, rimanendo in carica dal 2000 al 2012 in seguito alle rielezioni nel 2004 e nel 2008.
Nel 2012 rinuncia alla cittadinanza statunitense, servendo come deputato per il Messico per una durata di tre anni rappresentando la Bassa California. Durante quest'incarico diviene presidente della Commissione sulla frontiera del nord e membro della Commissione sulla difesa nazionale.
Nel 2018 si candida come senatore nella coalizione Juntos Haremos Historia, composta da Morena, Partito d'Incontro Sociale e Partito del Lavoro. Avendo vinto il seggio, diviene senatore. Rimane in carica tuttavia solo alcuni mesi perché candidato a governare la Bassa California in vista delle elezioni del 2019. Il 2 giugno successivo, giorno delle elezioni, viene eletto nuovo governatore con circa il 51% dei voti. Assume ufficialmente la carica nel novembre seguente.
Siccome il suo mandato sarebbe durato due anni al posto dei sei che garantisce la Costituzione, vedendo anche le modifiche del 2014 alla legge elettorale che imponeva invece le elezioni nel 2021 per via della coincidenza alle elezioni statali, Jaime Bonilla Valdez indisse un referendum per i cittadini della Bassa California e come quesito refrendario se fosse dovuto rimanere fino al 2021 (mandato con durata di due anni) o fino al 2024 (con durata sei anni). Nonostante i risultati videro con maggioranza il 2024 anche se con un elevato numero di astensioni, la Corte Suprema di Giustizia della Nazione affermò che la legge, che avrebbe assunto il nome di "Ley Bonilla" (Legge Bonilla), sarebbe stata incostituzionale. Di conseguenza, la Corte annullò il referendum indetto e Jaime Bonilla rimase in carica per due anni.
Nel marzo 2022, non più governatore, viene eletto nuovamente senatore del Messico. Dal maggio all'agosto 2022, a seguito di un impedimento legale, il suo seggio rimane vacante.

## Vita privata
È sposato con Rita Fimbres, con la quale ha quattro figli.